# Transportín (asiento)

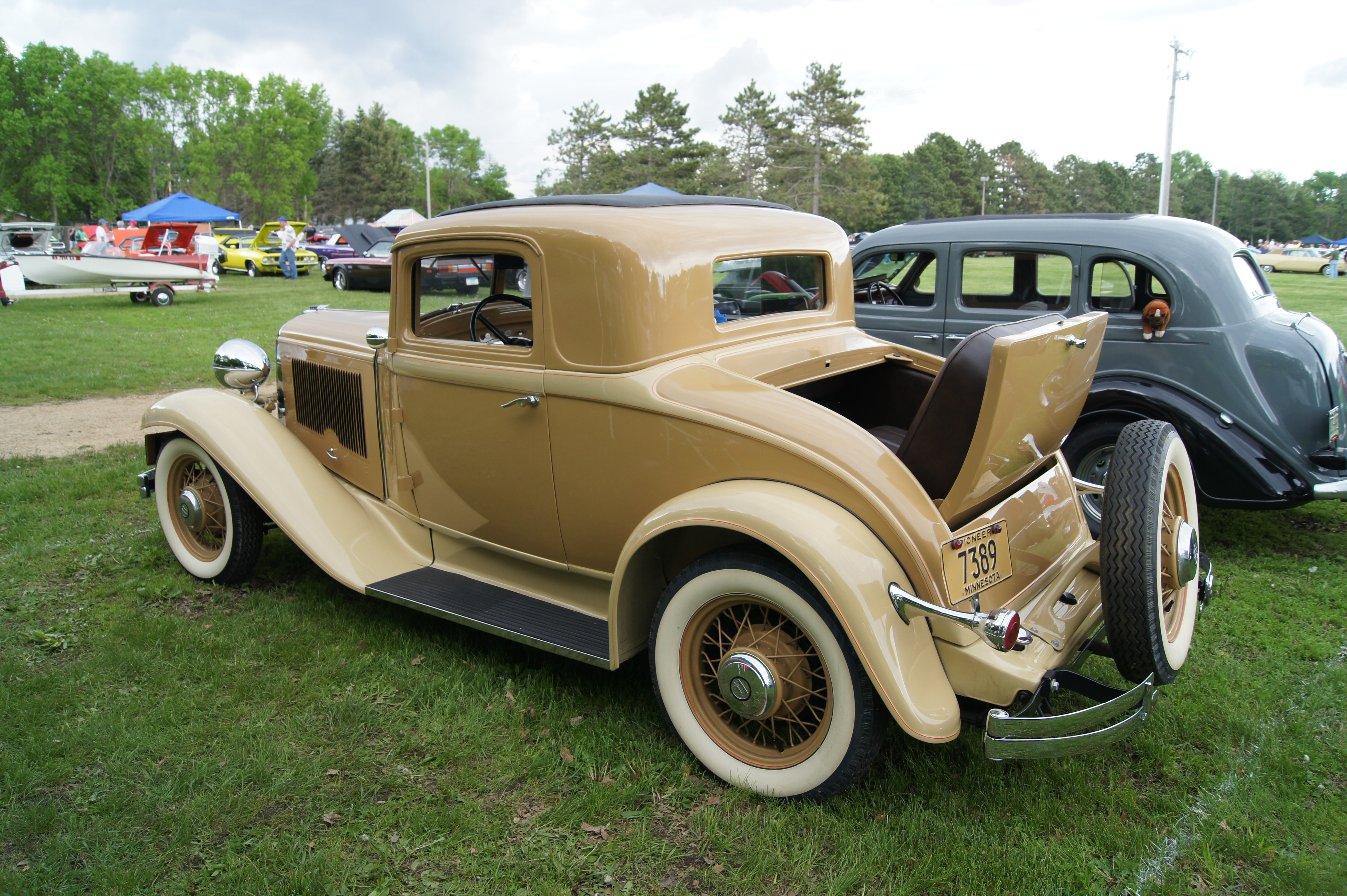
Transportín en un automóvil Chrysler de los años 1930

Un transportín (también se puede escribir como trasportín) es un asiento auxiliar plegable (generalmente tapizado y situado exteriormente) propio de coches de caballos, carruajes o de los primeros automóviles. Según su configuración, proporcionaba asiento para uno o dos pasajeros. También puede encontrarse denominado como asiento de la suegra, posiblemente traducido de la expresión inglesa "mother in law seat".

## Origen del término
La palabra trasnportín apareció por primera vez en el Diccionario de la Real Academia en el año 1817. Proviene del término italiano strapuntino, utilizado con el mismo sentido. 

## Historia
|  |  |

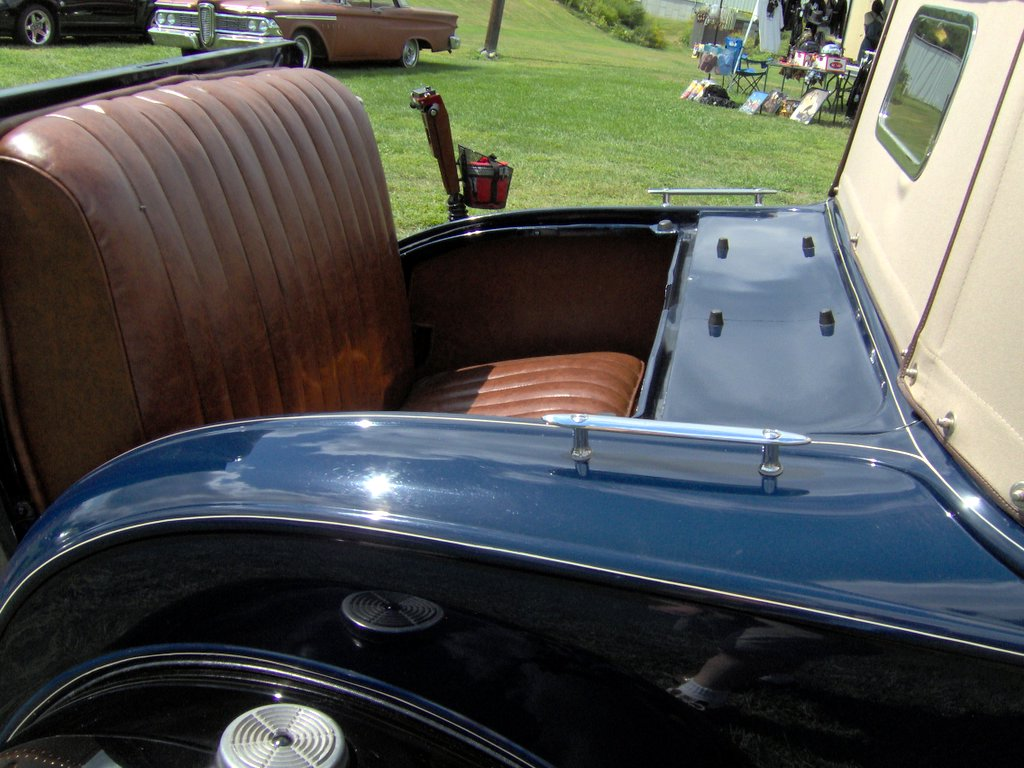
Ford Modelo A deportivo de 1931, con un trasportín en su parte trasera

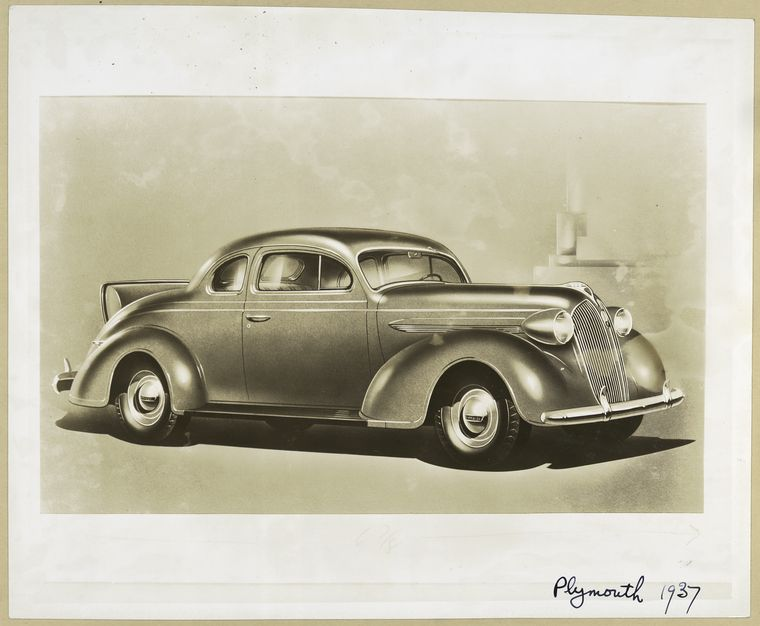
Cupé Plymouth de 1937

Los asientos adicionales aparecieron ocasionalmente en las últimas épocas de la evolución de los coches de caballos y de los carruajes. El término ya existía en español desde principios del siglo XIX, y en inglés apareció en la edición de 1865 del Diccionario Webster para describir un asiento elevado para los sirvientes, situado en la parte trasera de un carruaje". Los faetones europeos disponían de un pequeño asiento individual o de un banco plegable para que pudiera sentarse un palafrenero o un criado.
Antes de la Primera Guerra Mundial, estos asientos no siempre se plegaban en el interior de la carrocería. Sin embargo, se acabó imponiendo que dichos asientos plegables auxiliares quedasen integrados en la parte trasera del carruaje. Cuando el asiento no estaba ocupado, el espacio disponible bajo la tapa del asiento plegado podía usarse para guardar el equipaje.
Los estilos de carrocería de convertible, cupé y cabriolet habitualmente se ofrecían con un maletero o un asiento adicional en la parte trasera. Los modelos equipados con uno de estos asientos a menudo se denominaban "cupé deportivo" o "convertible deportivo".
Los pasajeros del trasnportín quedaban expuestos a las inclemencias meteorológicas, y prácticamente no recibían protección alguna de la capota del coche. Las tapas plegables con transportines estaban disponibles en algunos automóviles, como el popular Modelo A de Ford, pero nunca alcanzaron mucha popularidad. Entre los últimos automóviles fabricados en Estados Unidos con transportín se encuentran el Chevrolet de 1938, y el Ford y el 1939 Dodge y el Plymouth de 1939.
El último coche de fabricación británica con un asiento de este tipo fue el Triumph 2000 Roadster, fabricado hasta 1949.

## Bibliografía

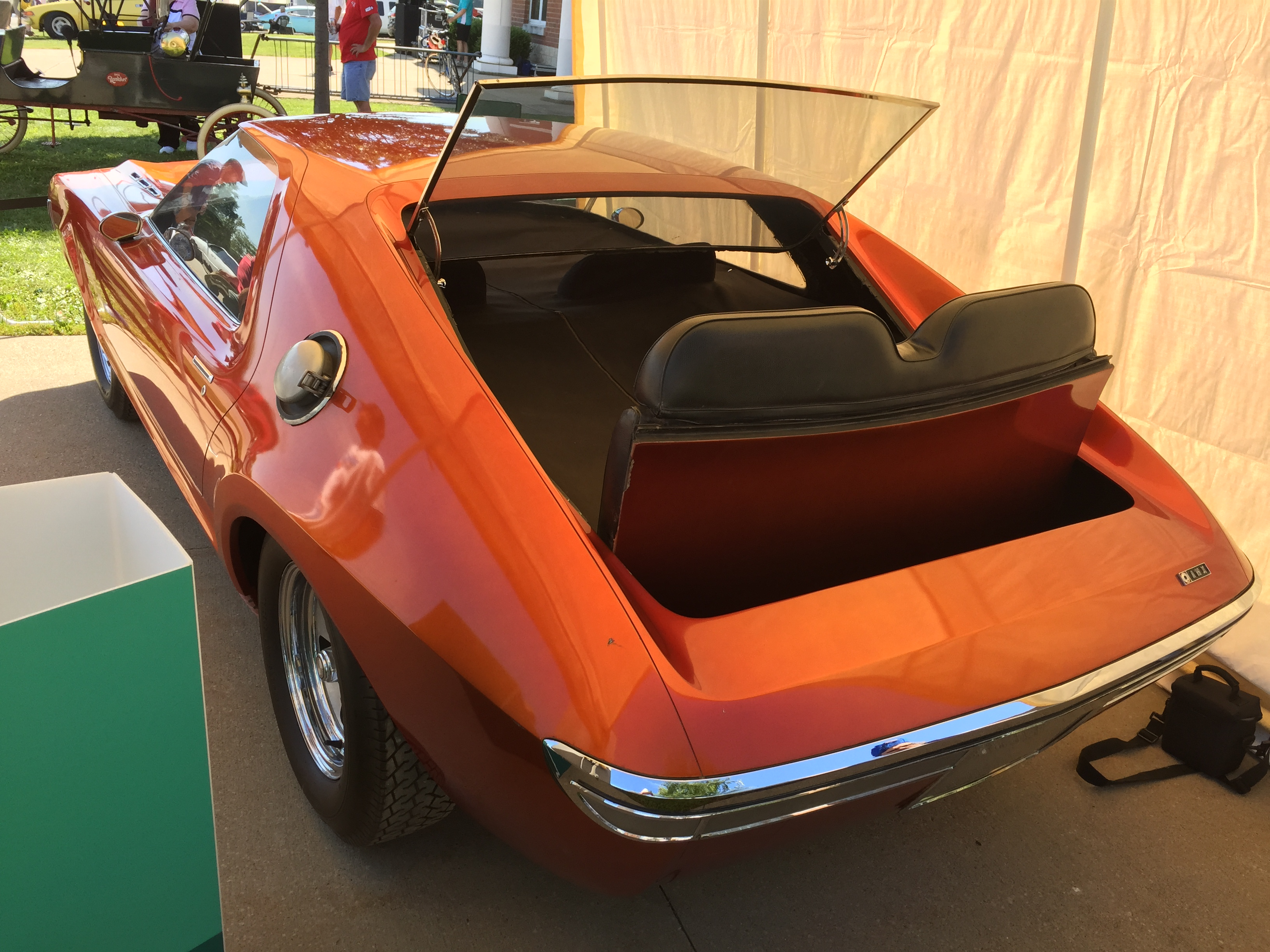
Prototipo AMC de 1966, que retomaba la idea del transportín